# راستشو بگو
راستشو بگو آهنگی است که توسط نلی فورتادو، خواننده کانادایی برای سومین آلبوم استودیویی او، بی‌قاعده (۲۰۰۶) ضبط شده است. این آهنگ توسط فورتادو، تیمبلند و دنجا ساخته شده است و فورتادو آهنگ «باران دوباره اینجا می‌آید» را الهام‌بخش او می‌داند. این آهنگ به عنوان سومین تک‌آهنگ از آلبوم بی‌قاعده در ۳۱ اکتبر ۲۰۰۶ توسط گفن رکوردز و گروه موسیقی مازلی منتشر شد. در اروپا به عنوان چهارمین منتشر شد.
«راستشو بگو» به موفقیت جهانی دست یافت و در ایالات متحده، فرانسه، نیوزلند و بسیاری از کشورهای اروپایی در صدر جدول قرار گرفت. موزیک ویدیوی این آهنگ به کارگردانی رانکین و کریس انجام شد. در این موزیک ویدیو فورتادو را در مکان‌های مختلف آهنگ را می‌خواند. این آهنگ در تعدادی از برنامه‌های زنده توسط فورتادو اجرا شده است، که سومین اجرای او در تور بی‌قاعده بود. در پنجاهمین جوایز سالانه گرمی (۲۰۰۸) نامزد جایزه گرمی برای بهترین اجرای آواز پاپ زن شد، اما از «بازپروری» امی واینهاوس شکست خورد.

## پیشینه و نگارش
مراحل ساخت آهنگ یک روز صبح حوالی ساعت ۴:۰۰ در استودیو ضبط آغاز شد، زمانی که تیمبلند توصیه کرد که فورتادو باید به خانه برود زیرا خسته است. فورتادو که شنیده بود گروه یوتو (گروهی که او می‌گوید عمیقاً آن را تحسین می‌کند) بسیاری از آهنگ‌های خود را در اتاق کنترل استودیو نوشتند؛ گفت: «واقعاً؟ من به شما نشان می‌دهم. او هودیش را پوشید و شروع به بداهه‌نوازی کرد. نیت هیلز و تیمبالند به زودی به او پیوستند و هرچه پیش می‌رفتند به نوشتن و تولید می‌پرداختند و به گفته فورتادو، این روند با خواندن او شدت گرفت. تیمبلند از چهار میکروفون در اتاق زنده استفاده کرد و آنها را در حین ضبط حرکت داد؛ که فورتادو در مورد آن گفت: «... وقتی به آن گوش می‌دهید، ابعاد زیادی وجود دارد. به نظر می‌رسد که [تیمبلند] در جای دیگری است.» پس از آن، آنها بهترین آوازها را انتخاب کردند و آنها را تکمیل کردند، قبل از اینکه ریورب‌ها و صداهای عجیب و مبهم را روی آنها وارد کنند. فورتادو در مورد ساخت این آهنگ گفت: «[ما] با عمق و صداهای مختلف بسیار آزمایش کردیم. "[این] روی آواز من تأثیر زیادی گذاشت.»
«راستشو بگو» با شیار تکنو متوسطی اجرا می‌شود و به زبان فا مینور نوشته شده است. در کسر میزان تنظیم می‌شود. در شمارش ۴/۴ پیشرفت وتر Fm–E♭–D♭–B♭m است. دامنه آواز فورتادو از Ab3 تا F5 را در بر می‌گیرد. فورتادو از «صدای پاپ شبح‌وار و مبتنی بر کیبورد» گروه یوریتمیکس، به ویژه آهنگ آنها در سال ۱۹۸۳ «باران دوباره اینجا می‌آید» به عنوان تأثیری بر «راستشو بگو» و دیگر آهنگ‌های آلبوم بی‌قاعده نام برده است. او گفت: «من ۱۰۰ درصد مطمئن نیستم ["اینجا دوباره باران می‌آید"] دربارهٔ چیست، اما همیشه مرا به جای دیگری می‌برد و من آن را دوست دارم. این آهنگ بر تجربیات عرفانی یا ماورایی تمرکز دارد، همان‌طور که فورتادو در مصاحبه ای در سال ۲۰۰۷ توضیح داد: «این یک نوع آهنگ جادویی است. این یک رمز و راز در خود دارد، که من کاملاً متوجه نشده‌ام. این یک پیچ و تاب ترسناک دارد.»
این آهنگ در مراسم معارفه دوشیزه جهان ۲۰۰۷، جوایز موسیقی آمریکا در سال ۲۰۰۷ و در کنسرت برای دایانا پخش شد.

## نظر منتقدین
مجله بیلبورد دربارهٔ این آهنگ گفت: «الهام گرفته از بداهه‌نوازی عصر معاصر پوسی‌کت دالز است.» آی‌جی‌ان این آهنگ را: «... یکی از درخشان‌ترین لحظات آلبوم» و «یک بازگشت دیگر به دهه ۸۰» می‌نامد که: «... با هیپنوتیزم‌ترین گروه کر از دست می‌رود». استفان توماس ارلوین از آل موزیک این آهنگ را «یک قطعه مدیتیشن تاریک که با رکوردهای قبلی [فورتادو] مطابقت دارد.» در نظر گرفت.

## نماهنگ
نماهنگ «راست بگو» توسط دو نفر بریتانیایی رانکین و کریس کارگردانی شد و در اواخر اکتبر ۲۰۰۶ در لس آنجلس، کالیفرنیا فیلمبرداری شد. این آلبوم پشت سر هم با ویدیوی «همه چیزهای خوب (به پایان بیایند)»، سومین تک آهنگ آلبوم در اروپا، ضبط شد. فورتادو این ویدئو را «اولین کار اکشن» خود پس از ویدیوی تک آهنگ «من مثل یک پرنده هستم» در سال ۲۰۰۰ نامید و گفت که او در حال تجربه چیزی است که او آن را یک لحظه تمام عیار راک استار می‌نامد. این بسیار نمادین است.» لباس کوکتل مینی پری که فورتادو در افتتاحیه ویدیو می‌پوشد، به‌طور خاص توسط طراح استرالیایی الکس پری برای او طراحی شده است، که گفت: «خیلی جالب است، زیرا او کمی نسبت به تصویر قبلی خود تغییر کرده است. او را کمی جذاب تر و پر زرق و برق تر تبدیل کرده است»